# テオドランド・ド・ボアルネ
テオドランド・ド・ボアルネ （フランス語全名:Théodelinde Louise Eugénie Auguste Napoléone de Beauharnais、1814年4月13日 - 1857年4月1日）は、ウラッハ公ヴィルヘルムの最初の妃。
ロイヒテンベルク公ウジェーヌ・ド・ボアルネ（ナポレオン1世の養子）とその妃アウグステ・フォン・バイエルンの四女として、マントヴァで誕生した。
1841年2月、ヴィルヘルムと結婚。4子をもうけた。
- アウグスタ（1842年 - 1916年）
- マリー・ヨゼフィーネ（1844年 - 1864年）
- オイゲニア（1848年 - 1867年）
- マティルデ（1854年 - 1907年）

1857年、シュトゥットガルトで死去し、ルートヴィヒスブルクにある一族の墓に埋葬された。